# همای سفلی (ورزقان)
همای سفلی یکی از روستاهای استان آذربایجان شرقی است که در دهستان سینا بخش مرکزی شهرستان ورزقان واقع شده‌است. روستای همای سفلی بر اساس سرشماری عمومی نفوس و مسکن سال ۱۳۸۵ کشور دارای ۴۶ خانوار، ۲۰۵ نفر جمعیت که ۱۰۳مرد و ۱۰۲ زن، ۱۲۹ نفر باسواد و ۶۹ نفر بی سواد بوده‌است.

راه دسترسی روستای همای سفلی از طریق شهرستان تبریز به خواجه ورزقان و از ورزقان به سمت خاروانا نرسیده به سه راه چیچکلو و از سه راهی اویلق می‌باشد. رودخانه دایمی اهر چای از ارتفاعات کوه‌های کسبه و ییلاقات پیرسقا سرچشمه یافته و از روستای همای سفلی گذر دارد. همای سفلی با اقلیم سردسیری زمستان سرد و بهار و تابستان خنک دارد. اغلب محصولات این روستا غله و حبوبات به خصوص عدس و نخود است و از میوه‌جات آن می‌شود به سیب، گردو و آلوچه‌های آن اشاره کرد.